# Bruno Franz Decker
Bruno Franz Decker (* 14. September 1907 in Berlin; † 2. November 1961 in Mainz) war ein deutscher Theologe und Priester.

## Leben
Er studierte an der Universität Breslau (1926–1930) Philosophie und katholische Theologie, an der Universität Innsbruck (1930–1931) und an der Päpstlichen Universität Angelicum (1935–1939). Nach der Promotion 1939 an der Päpstlichen Universität Angelicum Rom, zum Dr. theol. und Promotion 1940 in Breslau, zum Dr. theol. (da seine Promotion an der Päpstlichen Universität in Deutschland nicht anerkannt wurde, promovierte er mit derselben Arbeit in Breslau erneut.) war er von 1950 bis 1952  Assistent der Universität Köln am Thomas-Institut. Nach der Habilitation an der Universität Mainz 1955 war er dort von 1957 bis 1961 Professor für Dogmatik.

## Schriften (Auswahl)
- Die Entwicklung der Lehre von der prophetischen Offenbarung von Wilhelm von Auxerre bis zu Thomas von Aquin. Breslau 1940, OCLC 45977789.
- als Herausgeber: Sancti Thomae de Aquino Expositio super librum Boethii De trinitate. Ad fidem codicis autographi nec non ceterum codicum manu scriptorum. Leiden 1955, OCLC 65954074.
- Rudolf Haubst als Herausgeber: Die Gotteslehre des Jakob von Metz. Untersuchungen zur Dominikanertheologie zu Beginn des 14. Jahrhunderts. Münster 1967, OCLC 1120260677.
- als Herausgeber mit Karl Bormann: Nikolaus von Kues: Kompendium. Kurze Darstellung der philosophisch-theologischen Lehren. lateinisch-deutsch. Hamburg 1996, ISBN 3-7873-1190-4.